# Vasikkaluoto (ö i Södra Karelen, Imatra, lat 61,34, long 28,47)
Vasikkaluoto är en halvö i Finland. Den ligger i sjön Saimen och i kommunen Ruokolax i den ekonomiska regionen  Imatra ekonomiska region  och landskapet Södra Karelen, i den södra delen av landet, 230 km nordost om huvudstaden Helsingfors.